# Колесо года

Колесо года

Колесо года (англ. Wheel of the Year) — ежегодный цикл традиционных праздников, существующий у последователей Викки и европейских неоязычников, признающих викканский календарь. Цикл представляет собой современную компиляцию из народно-католических и дохристианских праздников кельтских и германских народов Европы, известных из средневековых письменных источников и этнографических записей Нового времени.
Состоит из восьми праздников, интервал между датами которых составляет приблизительно шесть недель: это главные солнечные события года (солнцестояния и равноденствия) и промежуточные точки между ними. В основе этого цикла лежат наблюдаемые с Земли изменения пути Солнца по небесной сфере в течение года, в соответствии с представлениями царившей в фольклористике XIX века мифологической школы.
Наблюдение за сменой времён года было важно для многих людей, как древних, так и современных. Праздники «Колеса» в той или иной степени основаны на народных традициях, независимо от реальных исторических языческих практик.
Среди виккан праздники цикла называются также саббаты, или шабаши (англ. sabbats): основатель Викки Джеральд Гарднер утверждал, что этот термин был передан из средневековья, когда терминология еврейского шаббата была перенесена на прочие «еретические» торжества.

## Происхождение
Восьмилучевое «Колесо года» — современное изобретение. Многие исторические языческие и политеистические традиции отмечали различные равноденствия, солнцестояния и дни между ними как сезонные или аграрные праздники. Но ни в одной традиции не отмечались все восемь праздников, имеющиеся в современном синкретическом «колесе», популярном в неоязычестве.
К концу 1950-х годов два британских неоязыческих общества — викканский ковен «Брикет-вуд» и неодруидический «Орден бардов, оватов и друидов» — приняли восьмеричный ритуальный календарь, чтобы проводить более частые торжества и более точно увязать празднования между двумя этими обществами.
Из-за раннего влияния Викки на неоязычество и синкретического сочетания англосаксонских и кельтских мотивов, наиболее часто используемые английские названия праздников Колеса года, как правило, являются кельтскими и германскими, даже когда празднования не были основаны на этих культурах.

## Праздники колеса года
1. Самайн или самхейн (Samhain) — ночь с 31 октября на 1 ноября;
2. Йоль (Yule) — зимнее солнцестояние;
3. Имболк (Imbolc) — 1—2 февраля;
4. Остара (Ostara) — весеннее равноденствие;
5. Белтейн или бельтайн (Bealtaine) — ночь с 30 апреля на 1 мая;
6. Лита (Litha) — праздник летнего солнцестояния;
7. Лугнасад (Lughnasadh) — 1—2 августа;
8. Мабон (Mabon) — осеннее равноденствие.

Относительно того, какой праздник считать первым в году, единого мнения нет — в викканской традиции это Самайн (Хэллоуин), в скандинавской — Йоль.
Названия и даты ряда праздников имеют соответствия в современных народных традициях и аналоги в других религиях: англ. Easter «Пасха» — Остара, Сретенье (англ. Candlemas) совпадает по дате с Имболком, Хэллоуин — с Самайном и т. д. У скандинавских народов Йоль (фин. Joulu) используется для наименования Рождества.
Традиционно эти праздники связываются с кельтской традицией (так, Самхейн часто называют кельтским Новым годом), тем не менее эти праздники существуют у многих некельтских народов Европы, в том числе неиндоевропейских (например, у финнов в указанные дни существуют праздники со сходной обрядностью).

## Финское колесо года
1. Joulu (Talvipäivänseisaus, Talvijuhla) — Рождество, («зимнее солнцестояние», «зимний праздник»).
2. Tulenjuhla (Kynttilänpäivä, Valojuhla) — «огненный праздник» («день свечей», «праздник света»). Отмечается как Сретение. (то есть 2 февраля)
3. Kevätpäiväntasaus (Kevätjuhla) — «весеннее равноденствие» («весенний праздник»). Ассоциируется с Pääsiäinen («пасха»)
4. Vappu (Hedelmällisyydenjuhla, Toukujuhla) — «первый день мая» («праздник плодородия», «праздник сева»).
5. Kesäpäivänseisaus (Suvijuhla) — «летнее солнцестояние» («летний праздник»). Сейчас именуется Juhannus (день св. Иоанна — 24 июня)
6. Elojuhla «праздник урожая».
7. Syyspäiväntasaus (Syysjuhla) — «осеннее равноденствие» («осенний праздник»)
8. Kekri[фин.] (Vainajienpäivä) — «кекри» («день поминовения усопших») 1 ноября

## В художественной литературе
Был канун праздника Юлтайд, и хотя теперь его называют Рождеством, все в глубине души знают, что он старше Вифлеема и Вавилона, старше Мемфиса и вообще человечества.— Говард Лавкрафт, «Праздник»

— Беллетэйн! — проворчала она вдруг, и он почувствовал, как она напрягается и как напружинивается рука, прижатая к его груди. — Веселятся. Празднуют извечный цикл обновления природы. А мы? Что делаем здесь мы? Мы, реликты, обреченные на вымирание, на гибель и забвение? Природа возрождается, повторяется цикл. Но не мы, Геральт. Мы не можем повторяться. Нас лишили такой возможности.— Анджей Сапковский, «Меч Предназначения», рассказ «Нечто большее»